# One (televisiezender)
ONE of one, is een Duitse publieke zender. De zender is onderdeel van de ARD. Al in 1997 bestond de zender onder de naam EinsFestival, wat later qua schrijfwijze werd veranderd in Einsfestival. Sinds 2016 wordt de huidige naam gebruikt.